# Kuyulu, Yeşilyurt
Kuyulu là một xã thuộc huyện Yeşilyurt, tỉnh Malatya, Thổ Nhĩ Kỳ. Dân số thời điểm năm 2011 là 594 người.